# تتسوئو کوراتا
تتسوئو کوراتا (انگلیسی: Tetsuo Kurata؛ زادهٔ ۱۱ سپتامبر ۱۹۶۸) بازیگر، خوانندگی، مدل (شخص) اهل ژاپن است.